# Khyzyr Khakimovich Appayev
Bản mẫu:Eastern Slavic name
Khyzyr Khakimovich Appayev (tiếng Nga: Хызыр Хакимович Аппаев; sinh ngày 27 tháng 1 năm 1990) là một tiền đạo bóng đá người Nga gốc Balkar. Anh thi đấu cho F.K. Rotor Volgograd.

## Sự nghiệp
Appayev có màn ra mắt tại Russian Second Division cho FC Druzhba Maykop vào ngày 17 tháng 4 năm 2011 trong trận đấu với FC Taganrog, with his Giải bóng đá ngoại hạng Nga ra mắt cho F.K. Krylia Sovetov Samara coming vào ngày 6 tháng 3 năm 2012 trước F.K. Amkar Perm.
Vào ngày 11 tháng 6 năm 2014, hợp đồng của Appayev cùng với F.K. Krasnodar đã bị hủy bỏ do thỏa thuận đôi bên.